# Cambodian Premier League
Die Metfone Cambodian League (Khmer ការប្រកួតលីកកំពូលកម្ពុជា) ist die höchste Spielklasse im Männerfußball der Football Federation of Cambodia, dem nationalen Fußballverband von Kambodscha.

## Geschichte
Bereits 1965 ist eine Meisterschaft überliefert, die von Municipalité de Phnom Penh gewonnen wurde. Ein ab 1966 bedingt durch den Vietnamkrieg abzeichnender Bürgerkrieg verhinderten die Austragung weiterer Meisterschaften. Auch im diktatorischen Demokratischen Kampuchea fand kein Ligabetrieb statt. Ab 1982 ist im nun Volksrepublik Kampuchea genannten Land wieder eine Fußballmeisterschaft überliefert, Teilnehmer waren an Ministerien angeschlossene Vereine. 2005 wurde die Cambodia National Football League ins Leben gerufen, für die sich zehn Mannschaften qualifizierten. 2007 wurde die Liga in Premier League umbenannt, ab 2010 trägt sie den Namen Metfone C-League.
Die Metfone C-League umfasst derzeit zwölf Vereine, die im Rundenturnier mit Hin- und Rückspiel gegeneinander antreten.  Die besten vier Vereine qualifizieren sich dann für die Play-offs, in der im K.-o.-System der kambodschanische Fußballmeister ermittelt wird. Der Sieger erhält einen Startplatz in der seit 2014 ausgetragenen Mekong Club Championship. Boeung Ket Angkor erreichte in diesem Turnier 2015 das Finale, scheiterte dort jedoch mit 0:1 am thailändischen Vertreter Buriram United. Seit 2016 darf der kambodschanische Fußballmeister ebenfalls am AFC Cup teilnehmen, 2016 wurde von der Football Federation of Cambodia jedoch kein Teilnehmer gemeldet. Für den AFC Cup 2017 qualifizierte sich ursprünglich Phnom Penh Crown als Meister der Spielzeit 2015, wurde jedoch auf Grund von Spielmanipulationen von der AFC ausgeschlossen und es rückte der Sieger der Saison 2016, Boeung Ket Angkor nach. Nach einer Entscheidung des CAS durfte Phnom Penh Crown doch noch an diesem Turnier teilnehmen und Kambodscha hatte einmalig zwei Teilnehmer im Turnier. Am AFC Cup 2018 nahm dann wieder nur der Fußballmeister Kambodschas teil.
Die Saison wurde bis 2022 kalenderjährlich gespielt, startete im Februar/März und endete im Dezember. Seit der Spielzeit 2023/24 wird die Saison von August bis Mai ausgetragen. 

## Teilnehmende Mannschaften 2024/25
| Mannschaft                   | Standort      | Stadion                       | Kapazität |
| ---------------------------- | ------------- | ----------------------------- | --------- |
| Angkor Tiger                 | Siem Reap     | Hanuman Stadium               | 5.030     |
| Boeung Ket Angkor            | Phnom Penh    | Olympiastadion Phnom Penh     | 50.000    |
| ISI Dangkor Senchey FC       | Phnom Penh    | AIA Stadium KMH PARK          | 3.000     |
| Kirivong Sok Sen Chey        | Takeo         | Kirivong Sok Sen Chey Stadium | 1.000     |
| Life FC Sihanoukville        | Sihanoukville | Life FC Stadium               | 3.000     |
| Ministry of Interior FA      | Takeo         | Police Academy of Cambodia    |           |
| Nagaworld FC                 | Kampong Speu  | Kampong Speu Stadium          | 2.400     |
| Phnom Penh Crown             | Phnom Penh    | RSN Stadium                   | 5.010     |
| Preah Khan Reach Svay Rieng  | Svay Rieng    | Svay Rieng Stadium            | 2500      |
| National Defense Ministry FC | Phnom Penh    | RCAF Old Stadium              | 14.750    |
| Visakha FC                   | Phnom Penh    | Prince Stadium                | 15.000    |

## Meiterhistorie

### 1982 – 2004
- 1982: Ministry of Commerce
- 1983: Ministry of Commerce
- 1984: Ministry of Commerce
- 1985: Ministry of Defense
- 1986: Ministry of Defense
- 1987: Ministry of Health
- 1988: Kampong Cham Province
- 1989: Ministry of Transports
- 1990: Ministry of Transports
- 1991: Dept. of Municipal Constructions
- 1992: Dept. of Municipal Constructions
- 1993: Ministry of Defense
- 1994: Civil Aviation
- 1995: Civil Aviation
- 1996: Body Guards Club
- 1997: Body Guards Club
- 1998: Royal Dolphins
- 1999: Royal Dolphins
- 2000: Nokorbal Cheat
- 2001: nicht ausgetragen
- 2002: Samart United
- 2003: nicht ausgetragen
- 2004: nicht ausgetragen

### 2005 bis 2021: Cambodian League
- 2005: Khemara Keila FC
- 2006: Khemara Keila FC
- 2007: Nagacorp FC
- 2008: Phnom Penh Empire
- 2009: Nagacorp FC
- 2010: Phnom Penh Crown
- 2011: Phnom Penh Crown
- 2012: Boeung Ket Rubber Field
- 2013: Svay Rieng FC
- 2014: Phnom Penh Crown
- 2015: Phnom Penh Crown
- 2016: Boeung Ket Angkor
- 2017: Boeung Ket Angkor
- 2018: Nagaworld FC
- 2019: Preah Khan Reach Svay Rieng
- 2020: Boeung Ket Angkor
- 2021: Phnom Penh Crown

### Seit 2022: Cambodian Premier League
- 2022: Phnom Penh Crown
- 2023/24: Preah Khan Reach Svay Rieng
- 2024/25: Preah Khan Reach Svay Rieng

## Rekordmeister
Rekordmeister der seit 2005 ausgetragenen Cambodia League ist Phnom Penh Crown mit sieben gewonnenen Meistertiteln. Der Verein konnte bereits 2002 unter dem Namen Samart United Fußballmeister werden.
| Verein                                      | Titel | Jahr                                     |
| ------------------------------------------- | ----- | ---------------------------------------- |
| Phnom Penh Empire / Phnom Penh Crown        | 7     | 2008, 2010, 2011, 2014, 2015, 2021, 2022 |
| Boeung Ket Rubber Field / Boueng Ket Angkor | 4     | 2012, 2016, 2017, 2020                   |
| Nagacorp FC / Nagaworld FC                  | 3     | 2007, 2009, 2018                         |
| Preah Khan Reach Svay Rieng                 | 4     | 2013, 2019, 2024, 2025                   |
| Khemara                                     | 2     | 2005, 2006                               |

## Beste Torschützen seit 2008
| Saison  | Spieler                 | Verein                      | Tore |
| ------- | ----------------------- | --------------------------- | ---- |
| 2008    | Khim Borey              | National Defense Ministry   | 18   |
| 2009    | Justine Prince          | Spark FC                    | 21   |
| 2010    | Julius Chukwuma Ononiwu | Kirivong Sok Sen Chey       | 25   |
| 2011    | Julius Oiboh            | Nagacorp FC                 | 28   |
| 2012    | Nwakuna Friday          | Boeung Ket Rubber Field     | 20   |
| 2013    | Khoun Laboravy          | Svay Rieng FC               | 20   |
| 2014    | Dzarma Bata             | Svay Rieng FC               | 23   |
| 2015    | Chan Vathanaka          | Boeung Ket Angkor           | 37   |
| 2016    | Chan Vathanaka          | Boeung Ket Angkor           | 22   |
| 2017    | Shane Booysen           | Phnom Penh Crown            | 7    |
| 2018    | George Bisan            | Nagaworld FC                | 28   |
| 2019    | Befolo Mbarga           | Preah Khan Reach Svay Rieng | 25   |
| 2020    | Befolo Mbarga           | Preah Khan Reach Svay Rieng | 16   |
| 2021    | Marques Marcio          | Nagaworld FC                | 22   |
| 2022    | Marcus Haber            | Preah Khan Reach Svay Rieng | 25   |
| 2023/24 | Marcus Haber            | Preah Khan Reach Svay Rieng | 29   |
| 2024/25 | Andrés Nieto            | Phnom Penh Crown            | 21   |

## AFC-Vierjahreswertung
Platzierung in der AFC-Vierjahreswertung (in Klammern die Vorjahresplatzierung).
- 30.  (28.)  Palästina (Liga) – Koeffizient: 11.561
- 31.  (31.)  Kirgisistan (Liga) – Koeffizient: 7.986
- 32.  (35.)  Kambodscha (Liga) – Koeffizient: 5.520
- 33.  (33.)  Bangladesch (Liga) – Koeffizient: 5.224
- 34.  (32.)  Laos (Liga) – Koeffizient: 4.296

Stand: 2018